# Denise Brassard
Denise Brassard, née en 1963 à Chicoutimi, est une poète et essayiste québécoise. Elle enseigne la littérature et la création littéraire à l'Université du Québec à Montréal.

## Biographie
Denise Brassard est née en 1963 à Chicoutimi. Elle détient une maîtrise en études françaises de l'Université de Montréal, un doctorat en études littéraires de l'Université McGill et un postdoctorat en études littéraires de l'Université du Québec à Montréal.
Elle publie son premier recueil de poésie, Zoom ou rien, aux Éditions Gaz Moutarde en 1994. Trois ans plus tard, en 1997, son second recueil L'écueil des jours parait aux Éditions du Noroît, et lui vaut d'être finaliste au Prix Émile-Nelligan. Elle publie ensuite Les meurtrières de l'espoir chez Trait d'union en 2000. Suivront trois recueils aux Édition du Noroît; La rive solitaire, en 2008, L'épreuve de la distance, en 2010, et La sagesse de l'ours, en 2017,,.
Essayiste, Brassard a codirigé et signé des textes dans de nombreux ouvrages collectifs. Son essai retraçant l'évolution du poète, romancier et essayiste québécois Fernand Ouellette, Le souffle du passage. Poésie et essai chez Fernand Ouellette, parait en 2007 chez VLB éditeur, et est encensé par la critique littéraire.
Elle est finaliste pour le Prix de la critique littéraire Jean-Éthier-Blais, pour le Prix littéraires du Gouverneur général, et remporte le Prix du livre savant Raymond-Klibansky,,.
Brassard a également signé de nombreux articles, nouvelles et poèmes dans divers ouvrages collectifs et revues scientifiques et littéraires, au Québec ainsi qu'à l'étranger . Entre 1996 et 2004, elle dirige la revue Exit en plus de faire partie du comité de rédaction jusqu’en 2008, ainsi que du comité d'administration.
Elle enseigne la littérature et la création littéraire à l'Université du Québec à Montréal depuis 2003, et est membre du Centre de recherche sur le texte et l'imaginaire Figura, du groupe de recherche en théorie de la création Interligne, de La Traversée - Atelier québécois de géopoétique, et du International Network for the Study of Lyric,.

## Œuvres

### Poésie
- Zoom ou rien, Montréal, Éditions Gaz Moutarde, 1994.
- L'écueil des jours, suivi de, Les prisons, Trois-Rivières, Écrits des Forges, 1997, 76 p. (ISBN 2-89046-452-0)
- Les meurtrières de l'espoir, Montréal, Trait d'union 2000, 117 p.  (ISBN 2-922572-72-2)
- La rive solitaire, Montréal, Édition du Noroît, 2008, 71 p.  (ISBN 978-2-89018-624-8)
- L'épreuve de la distance, Montréal, Édition du Noroît, 2010, 173 p.  (ISBN 978-2-89018-675-0)
- La sagesse de l'ours, Montréal, Édition du Noroît, 2017, 204 p.  (ISBN 9782897660819)

### Essais/Fictions
- Le souffle du passage : poésie et essai chez Fernand Ouellette, Montréal, VLB éditeur, 2007, 433 p.  (ISBN 978-2-89005-967-2)
- États de la présence : les lieux d'inscription de la subjectivité dans la poésie québécoise actuelle, sous la direction de Denise Brassard et Evelyne Gagnon, Montréal, Éditions XYZ, 2010, 328 p.  (ISBN 978-2-89261-585-2)
- Avec ou sans Kiki, Montréal, Boréal, 2023, 263 p.   (ISBN 978-2-76462-746-4)

### Ouvrages collectifs
- L'atelier de l'écrivain 1 le Groupe Interligne, sous la direction de Denise Brassard, avec la participation de Ariane Fontaine, Montréal, Université du Québec à Montréal, Département d'études littéraires, Centre de recherche Figura sur le texte et l'imaginaire, 2004, 196 p.  (ISBN 2-921764-22-9)
- Lieux propices : l'énonciation des lieux, le lieu de l'énonciation dans les contextes francophones interculturels, sous la direction de Adelaïde Russo et Simon Harel, Québec, CÉLAT; Presses de l'Université Laval, 2005 , 355 p.  (ISBN 2-7637-8250-7)
- Horizons du mythe, sous la direction de Denise Brassard et Fabienne Claire Caland, Québec , CÉLAT ; Montréal, Université du Québec à Montréal, 2007, 290 p.  (ISBN 2-920576-89-5)
- Aux frontières de l'intime : le sujet lyrique dans la poésie québécoise actuelle, sous la direction de Denise Brassard et Evelyne Gagnon, Montréal, Université du Québec à Montréal, Figura, Centre de recherche sur le texte et l'imaginaire, 2007, 182 p.  (ISBN 978-2-921764-29-2)
- Un fleuve l'hiver : Cap-Santé, février 2007, sous la direction de Kathleen Gurrie, Denise Brassard et André Carpentier, Montréal, La Traversée, Atelier québécois de géopoétique, 2008, 47 p.  (ISBN 978-2-9809555-2-5)
- L'atelier de l'écrivain 2, sous la direction du Groupe Interligne, Denise Brassard, avec la participation de Geneviève Gravel-Renaud et Claudiane Laroche, Montréal, Université du Québec à Montréal, Figura, Centre de recherche sur le texte et l'imaginaire, 2010, 214 p.
- La tête dans les étoiles, les deux pieds sur terre : Mont Mégantic, septembre 2013, sous la direction de Philippe Archambault, Benoit Bordeleau, Hugo Bourcier, Denise Brassard et Myriam Marcil-Bergeron, Montréal, La Traversée - Atelier québécois de géopoétique, 2015, 54 p.  (ISBN 9782981339133)

## Prix et honneurs
- 1997 - Finaliste - Prix Émile-Nelligan pour L'écueil des jours[2]
- 2008 - Finaliste - Prix de la critique littéraire Jean-Éthier-Blais pour Le souffle du passage. Poésie et essai chez Fernand Ouellette[9]
- 2008 - Finaliste - Prix littéraires du Gouverneur général pour Le souffle du passage. Poésie et essai chez Fernand Ouellette[8]
- 2008 - Prix du livre savant Raymond-Klibansky pour Le souffle du passage. Poésie et essai chez Fernand Ouellette[10]